# Turkiet i olympiska sommarspelen 1948
Turkiet deltog i de olympiska sommarspelen 1948 i London med en trupp bestående av 58 deltagare, 57 män och en kvinna, vilka deltog i 42 tävlingar i sju grenar. Turkiet slutade på sjunde plats i medaljligan, med två guldmedaljer och en bronsmedalj.

## Medaljer

### Guld
- Nasuh Akar - Brottning, fristil, bantamvikt.
- Gazanfer Bilge - Brottning, fristil, fjädervikt.
- Celal Atik - Brottning, fristil, lättvikt.
- Yaşar Doğu - Brottning, fristil, weltervikt.
- Mehmet Oktav - Brottning, grekisk-romersk stil, fjädervikt.
- Ahmet Kireççi - Brottning, grekisk-romersk stil, tungvikt.

### Silver
- Halit Balamir - Brottning, fristil, flugvikt.
- Adil Candemir - Brottning, fristil, mellanvikt.
- Kenan Olcay - Brottning, grekisk-romersk stil, flugvikt.
- Muhlis Tayfur - Brottning, grekisk-romersk stil, mellanvikt.

### Brons
- Halil Kaya - Brottning, grekisk-romersk stil, bantamvikt.
- Ruhi Sarialp - Friidrott, tresteg.